# Alpiscorpius pavicevici
Espèce
Alpiscorpius pavicevici est une espèce de scorpions de la famille des Euscorpiidae.

## Distribution
Cette espèce est endémique de Serbie. Elle se rencontre dans la Suva planina et les monts Kopaonik.

## Description
Le mâle holotype mesure 19,60 mm et la femelle paratype 20,20 mm. Alpiscorpius pavicevici mesure de 19 à 21 mm.

## Étymologie
Cette espèce est nommée en l'honneur de Dragan Pavićević.

## Publication originale
- Tropea, 2021 : « Concerning some Balkan Euscorpiidae populations (Scorpiones: Euscorpiidae). » Biologia Serbica, vol. 43, no 2, p. 1-33 (texte intégral).